# Xã Pilot Knob, Quận Washington, Illinois
Xã Pilot Knob (tiếng Anh: Pilot Knob Township) là một xã thuộc quận Washington, tiểu bang Illinois, Hoa Kỳ. Năm 2010, dân số của xã này là 555 người.